# ژان-ژاک سامپه
ژان-ژاک سامپه (فرانسوی: Jean-Jacques Sempé‎؛ زادهٔ ۱۷ اوت ۱۹۳۲ - درگذشتهٔ ۱۱ اوت ۲۰۲۲) کاریکاتوریست فرانسوی بود. او برای مجموعهٔ نیکولا کوچولو که با رنه گوسینی خلق کرد و همچنین با طرح‌های پوسترگونه مشهور است. او چندین دهه برای مجله نیویورکر طراحی جلد انجام داد.

## اوایل زندگی
سامپه در ۱۷ اوت ۱۹۳۲ در پوسک، نزدیک بوردو به دنیا آمد. او در نوجوانی از مدرسه اخراج شد. پس از اخراج از مدرسه، در آزمون ورود به ادارهٔ پست، بانک و راه‌آهن شرکت کرد ولی در هیچ‌یک پذیرفته نشد. سپس او شغل فروشنده پودر دندان به صورت خانه به خانه را پیدا کرد و همچنین با دوچرخه‌اش شروع به پخش نوشیدنی در شهر ژیروند کرد.
در سال ۱۹۵۰، در ۱۸ سالگی با دروغی که دربارهٔ سن واقعی‌اش گفت به‌صورت داوطلبانه به ارتش پیوست. او دربارهٔ علت رفتنش به ارتش می‌گوید: «ارتش تنها جایی بود که به من کار و رختخواب داد.» و همچنین توضیح داد که گاهی برای نقاشی در زمانی که قرار بود نگهبانی کند به مشکل برمی‌خورد. در حین یکی از تنبیه‌ها، سن واقعی او کشف شد و از ارتش مرخص شد. سپس به پاریس نقل مکان کرد و با رنه گوسینی شروع به کار کرد. سامپه بیشتر عمر خود را در منطقه سن-ژرمن-دو-پره پاریس گذراند.

## حرفه هنری

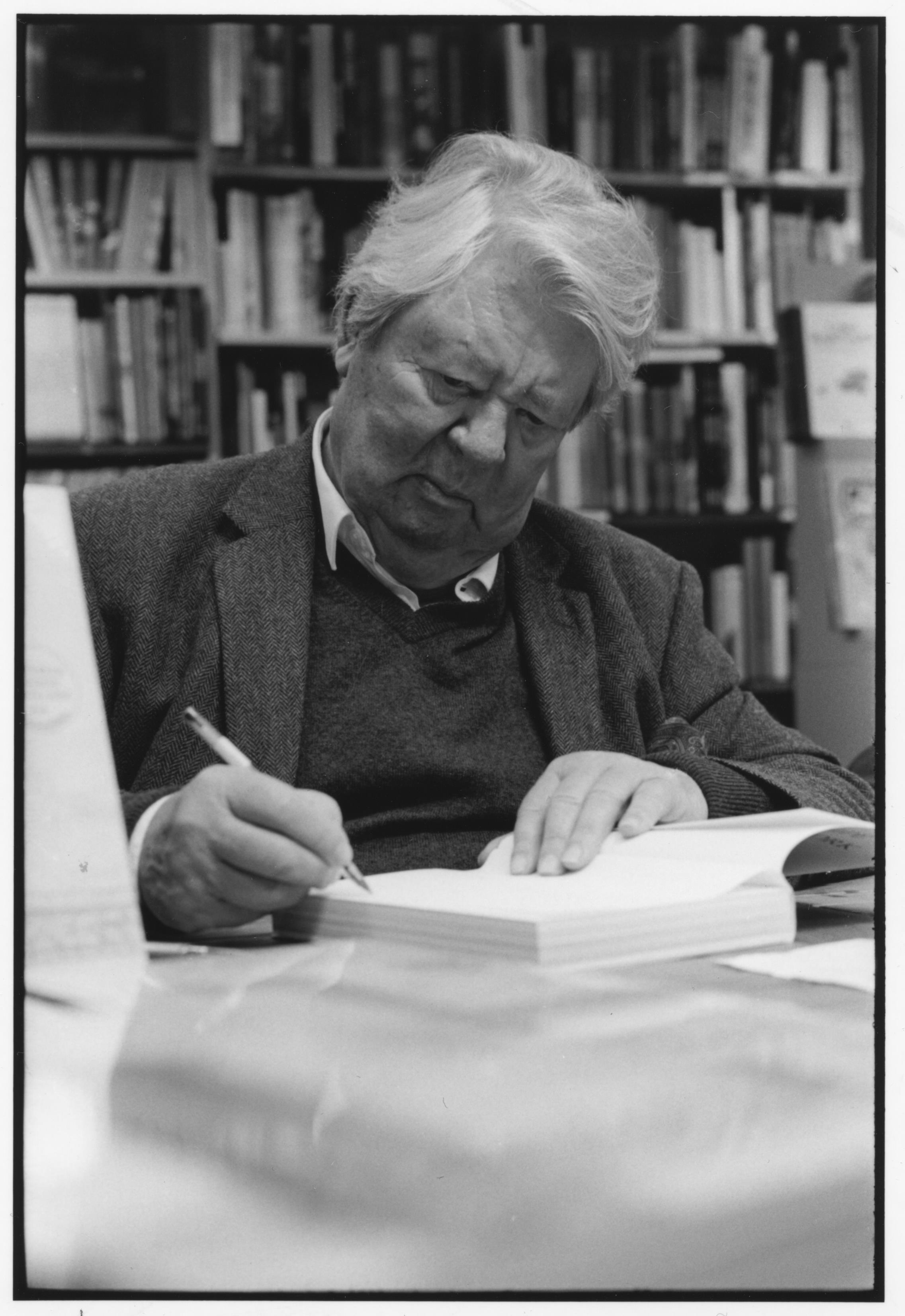
سامپه در سال ۲۰۱۶

کار او در فرانسه در چارچوب صنعت کمیک فرانسه-بلژیک آغاز شد. طرح‌های او به صورتی بود که در آن شخصیت‌ها به صورت تصویری صحبت می‌کنند یا اصلاً صحبت نمی‌کنند اما به نوعی موفق می‌شوند داستانی را منتقل کنند، به آرامی توجه بین‌المللی را به خود جلب کرد. او اولین جایزه خود را در سال ۱۹۵۲ دریافت کرد که برای تشویق هنرمندان آماتور جوان که در حال حرفه‌ای شدن هستند، اعطا می‌شود.
کاریکاتورهای تمام صفحه سامپه سال‌ها در مجله پاری مچ ظاهر می‌شد. در دهه ۱۹۵۰، سامپه با رنه گوسینی دوست شد که او بعدها استریکس را ساخت. آن‌ها با هم شخصیت نیکولا کوچولو را در سال ۱۹۵۹ خلق کردند. نیکولا کوچولو از سال ۱۹۵۴ در مجله Le Moustique ظاهر شد و سامپه از تأثیرات و خاطرات دوران کودکی برای نشان دادن این کمیک استفاده کرد. در سال ۱۹۶۰ کمیک نیکولا کوچولو در مجله Pilote منتشر شد. در آن زمان، ادبیات مدرن کودکان غیرعادی بود که به جای تفسیر بزرگسالان از جهان، بر تجربه کودک متمرکز بود. به‌طور کلی، سامپه به ندرت از زندگی نقاشی می‌کشید، هر روز چیزی می‌کشید، زمانی که از طرح‌ها خسته می‌شد، آن‌ها را کنار می‌گذاشت.
آثار او به عنوان جلد مجله نیویورکر از سال ۱۹۷۸، بیش از صد بار ظاهر شده‌است. او تصویرگری رمان داستان آقای سومر اثر پاتریک زوسکیند را در سال ۱۹۹۱ انجام داد. مجموعه نیکولا کوچولو نیز به ۳۰ زبان ترجمه شد. به مناسبت هشتادمین سالگرد تولد وی، موزه ویلهلم بوش نمایشگاهی از آثار او در سال ۲۰۱۲ برگزار کرد.

## زندگی شخصی و مرگ
سامپه سه بار ازدواج کرد و از ازدواج دومش صاحب یک دختر شد.آخرین و سومین ازدواج او با مدیر برنامه هایش بود.
سامپه در نیویورک ایالات متحده زندگی می کرد و با اینکه زبان انگلیسی بلد نبود اما به راحتی با مردم ارتباط برقرار می کرد و همیشه می گفت اینجا نیز حس در خانه بودن دارم.آثار او در نقاط بسیاری از جهان نمایش داده شدند. آثاری که نمادی از انسان های کوچک و بازیگوش در دنیایی تمام ناشدنی بودند.
او در ۱۱ اوت ۲۰۲۲، شش روز قبل از تولد ۹۰ سالگی خود درگذشت. امانوئل مکرون در توییتر نوشت: «طنز لطیف، ذکاوت ظریف، موسیقی جاز: ما نمی‌توانیم سامپه را فراموش کنیم.»

## آثار به فارسی

#### نویسندگی و تصویرگری
- هیچ چیز ساده نیست ترجمهٔ فاطمه کاوندی (تهران: چاپ و نشر نظر، ۱۳۸۸)
- همه چیز پیچیده‌است ترجمهٔ فاطمه کاوندی (تهران: چاپ و نشر نظر، ۱۳۸۸)
- موسیو لامبر ترجمهٔ فاطمه کاوندی (تهران: چاپ و نشر نظر، ۱۳۸۹)
- هراس‌های بزرگ ترجمهٔ فاطمه کاوندی (تهران: چاپ و نشر نظر، ۱۳۸۹)
- مارسولن ریزه ترجمهٔ رؤیا خوئی (تهران: شرکت نشر کتاب هرمس، ۱۳۸۳) که با عنوان‌های مارتین پبل ترجمهٔ فاطمه کاوندی (تهران: چاپ و نشر نظر، ۱۳۸۹) و مارسلن ترجمهٔ آفاق حامدهاشمی (تهران: سروش، ۱۳۹۳) نیز به چاپ رسید.
- اختلاف‌های جزئی ترجمهٔ مریم چهرگان (تهران: چاپ و نشر نظر، ۱۳۹۰)
- رائول تابورن ترجمهٔ رؤیا خوئی (تهران: چاپ و نشر نظر، ۱۳۸۹)
- اوقات خوش ترجمهٔ فاطمه کاوندی (تهران: چاپ و نشر نظر، ۱۳۸۸)
- پیام‌های جورواجور ترجمهٔ فاطمه کاوندی (تهران: چاپ و نشر نظر، ۱۳۸۸)
- مجموعهٔ نیکولا کوچولو که در ایران توسط ناشران مختلفی به چاپ رسید: مجموعهٔ شانزده جلدی نیکولا کوچولو ترجمهٔ ناهید طباطبایی، دینا کاویانی (تهران: بنگاه ترجمه و نشر کتاب پارسه، ۱۳۹۲)، مجموعهٔ چهارده جلدی نیکولا کوچولو ترجمهٔ امیرحسین مهدی‌زاده، فریبا سعادت و ویدا سعادت (تهران: شرکت نشر کتاب هرمس، ۱۳۷۷)، مجموعهٔ دوازده جلدی نیکلا کوچولو ترجمهٔ نیلوفر اکبری (تهران: ایران بان با همکاری قطره، ۱۳۹۰) و مجموعهٔ هفت جلدی نیکلا کوچولو ترجمهٔ آفاق حامدهاشمی (تهران: سروش، ۱۳۷۷)

#### تصویرگری
- داستان آقای سومر نویسنده پاتریک زوسکیند ترجمهٔ رؤیا خوئی (تهران: چاپ و نشر نظر، ۱۳۹۰) که با عنوان‌های داستان آقای سامر ترجمهٔ ایرج افشار (مشهد: واسع، ۱۳۸۱) و سرگذشت آقای زومر ترجمهٔ احمد کسایی‌پور (تهران: شرکت نشر کتاب هرمس، ۱۳۹۱) نیز به چاپ رسید.
- آه! ای سرزمین محبوب من (کاترین سرتیتود) نویسنده پاتریک مودیانو ترجمهٔ رؤیا خوئی (تهران: چاپ و نشر نظر، ۱۳۹۲) که با عنوان‌های پاریس من و پدرم ترجمهٔ فاطمه مطیع (تهران: پرتقال، ۱۳۹۹)، پیش به سوی یک زندگی جدید ترجمهٔ زهرا زندیه (ارومیه: روهان، ۱۳۹۹) و حالا نوبت ماست زندگی (کاترین سرتیتود) ترجمهٔ سارا علیرضایی (تهران: تک رنگ، ۱۳۹۹) نیز به چاپ رسید.